# 多孢植物
多孢植物（polysporangiophytes，polysporangiates，旧名 Polysporangiophyta）又称 多囊植物，是在孢子体阶段具有众多孢子囊的分枝茎（轴）的植物；其学名的意思即为「有许多孢子囊的植物」。演化支包含所有陆地植物（有胚植物），但孢子体不分支的苔藓植物（苔类、藓类和角苔纲）除外，是化石和现生的所有维管植物及前维管植物支系。此外，有另外一种定义，是指有独立的维管组织存在的植物，即维管植物，因为现存的所有多孢植物都有维管组织。但现已探明古多孢植物没有维管组织，不属于维管植物。

## 早期的多胞植物

### 发现的历史
古植物学家将微化石与大化石区分开来。微化石主要是单个或成组孢子。而大化石保存的植物体的部分已经足够大，可以展示植物体的结构，例如茎的截面或分支模式。
道森（John William Dawson），一位加拿大地质学家和古生物学家，最早发现和描述了多胞植物的大化石。1859年，他发表了一幅泥盆纪植物的复原图，收集自一枚来自加拿大加斯佩半岛的化石, 并命名为Psilophyton princeps。重建图显示水平和直立的茎状结构；没有叶或根。竖直的茎或轴分支分布，附着着形成孢子的器官（孢子囊）。竖直轴上的横截面显示维管组织已经出现。他后来又描述了其他标本。道森的发现最初几乎没有科学影响；泰勒等人推测有可能是因为他重建的看起来很不寻常，并且化石年代实际比预期的要古老。
从1917年开始，Robert Kidston和William H. Lang发表了一系列的论文，描述了从莱尼燧石（一种在苏格兰阿伯丁郡的莱尼村附近发现的细颗粒沉积岩，现在确认它的年代是早泥盆世布拉格期中发现的古植物。这些化石比道森的保存得更完好，清楚地显示了这些早期陆生植物确实包括一般垂直裸茎，且呈现类似水平结构。竖直的茎分布有顶端有孢子囊的分支。
自此之后，在世界各地都从志留纪到中泥盆世的地层中发现了类似的化石，包括加拿大北极地区、美国东部、威尔士、德国莱茵兰、哈萨克斯坦、中国以及澳大利亚。

### 分类
多胞植物的概念最早是由Kenrick和Crane在1997年提出的。（右边的分类代表他们对多胞植物的分类观点。）该演化支的定义特征是多个孢子体分叉，且承担多个孢子囊。由此可将多胞植物与地錢門、苔藓植物和角苔門等具有不分叉孢子体且每个孢子体只有一个孢子囊的植物区别。 多胞植物可能有也可能没有维管组织——具有维管组织的属于维管植物。
在此之前，大多数早期的多胞植物被放置在一个单独的目中，即在裸蕨纲中的裸蕨目，于1917年由Kidston和Lang创立。现存的松叶蕨有时被放入此纲，也通常被称为裸蕨类。
随着发现和描述了更多的化石，确认了它与裸蕨植物是不同的植物类群。1975年，Banks详述了他早先在1968年将其分为三组的提议 ，并将其放在演化支的分类级别。这些类群被分为门、纲、和目。使用了许多种名称，如下表所示。
| 门                               | 演化支                               | 纲                               | 目               | 非正式命名                        |
| -------------------------------- | ------------------------------------ | -------------------------------- | ---------------- | --------------------------------- |
| Rhyniophyta                      | Rhyniophytina                        | Rhyniopsida (Rhyniophytopsida)   | Rhyniales        | rhyniophyte                       |
| Zosterophyllophyta               | Zosterophyllophytina                 | Zosterophyllopsida               | Zosterophyllales | zosterophyll (zosterophyllophyte) |
| Trimerophyta (Trimerophytophyta) | Trimerophytina (Trimerophytophytina) | Trimeropsida (Trimerophytopsida) | Trimerophytales  | trimerophyte                      |

截至2011年2月，尽管Cantino等人发表了Phylocode分类，根据Kenrick和Crane对进化枝的分析和后续研究似乎还是没有完成对早期多胞植物的林奈法分类。Banks的三组分类由于其便利被沿用至今。